# Zuid-Korea op de Olympische Zomerspelen 2016

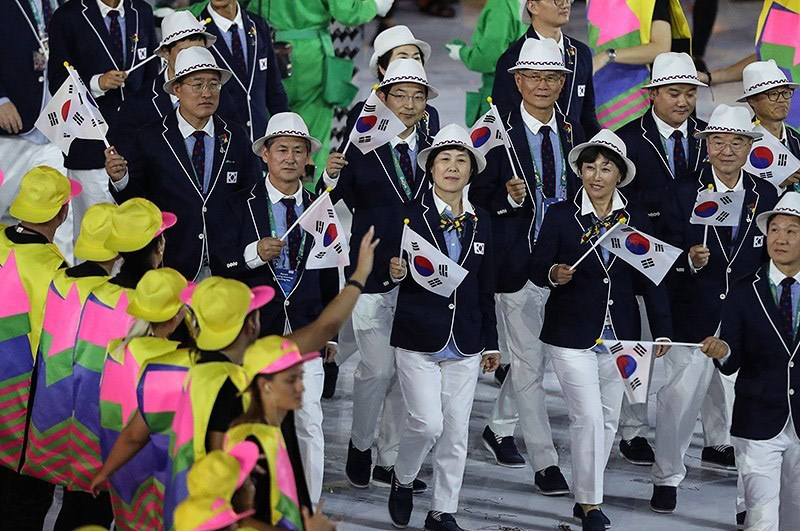
Het team van Zuid-Korea tijdens de opening

Zuid-Korea nam deel aan de Olympische Zomerspelen 2016 in Rio de Janeiro, Brazilië. Het land vaardigde 205 sporters af, die in 24 olympische sportdisciplines uitkwamen. Het totaalaantal van 205 atleten vormde de kleinste Zuid-Koreaanse olympische ploeg sinds Los Angeles 1984. De ploeg won eenentwintig medailles in totaal, waarvan negen goud, drie zilver en negen brons. Voor de vierde keer op rij eindigde Zuid-Korea daarmee in de top tien van de medaillespiegel. Schermer Gu Bon-gil droeg de nationale vlag tijdens de openingsceremonie; worstelaar en bronzen medaillewinnaar Kim Hyeon-woo deed dit bij de sluitingsceremonie.
In 2016 waren boogschieten en taekwondo de meest succesvolle sporten voor Zuid-Korea, met vijf medailles in elke sport. Met name de Zuid-Koreaanse boogschutters waren dominant: ze wonnen al het goud in het boogschiettoernooi. Het vrouwenteam won voor de achtste maal op rij de teamwedstrijd. Taekwondoka's Oh Hye-ri en Kim So-hui wonnen allebei een gouden medaille in hun gewichtsklasse. Op 9 augustus won schermer Park het degentoernooi. Golfer Inbee Park won het goud in het vrouwentoernooi, de eerste olympische gouden medaille in de golfsport sinds 1900.

## Medailleoverzicht
| Sport         | Olympiër                              | Onderdeel                                  | Medaille |
| ------------- | ------------------------------------- | ------------------------------------------ | -------- |
| Boogschieten  | Ku Bon-chan                           | individueel (m)                            | Goud     |
| Boogschieten  | Kim Woo-jin Ku Bon-chan Lee Seung-yun | team (m)                                   | Goud     |
| Boogschieten  | Chang Hye-jin                         | individueel (v)                            | Goud     |
| Boogschieten  | Chang Hye-jin Choi Mi-sun Ki Bo-bae   | team (v)                                   | Goud     |
| Golf          | Park In-bee                           | vrouwen                                    | Goud     |
| Schermen      | Park Sang-young                       | degen (m)                                  | Goud     |
| Schietsport   | Jin Jong-oh                           | 50 m pistool (m)                           | Goud     |
| Taekwondo     | Kim So-hui                            | vlieggewicht (–49 kg) (v)                  | Goud     |
| Taekwondo     | Oh Hye-ri                             | middengewicht (–67 kg) (v)                 | Goud     |
| Judo          | An Ba-ul                              | half lichtgewicht (–66 kg) (m)             | Zilver   |
| Judo          | Jeong Bo-kyeong                       | extra lichtgewicht (–48 kg) (v)            | Zilver   |
| Schietsport   | Kim Jong-hyun                         | 50 m geweer liggend (m)                    | Zilver   |
| Badminton     | Jung Kyung-eun Shin Seung-chan        | dubbelspel (v)                             | Brons    |
| Boogschieten  | Ki Bo-bae                             | individueel (v)                            | Brons    |
| Gewichtheffen | Yoon Jin-hee                          | vedergewicht (–53 kg) (v)                  | Brons    |
| Judo          | Gwak Dong-han                         | middengewicht (–90 kg) (m)                 | Brons    |
| Schermen      | Kim Jung-hwan                         | sabel (m)                                  | Brons    |
| Taekwondo     | Kim Tae-hun                           | vlieggewicht (–58 kg) (m)                  | Brons    |
| Taekwondo     | Lee Dae-hoon                          | lichtgewicht (–68 kg) (m)                  | Brons    |
| Taekwondo     | Cha Dong-min                          | zwaargewicht (+80 kg) (m)                  | Brons    |
| Worstelen     | Kim Hyeon-woo                         | Grieks-Romeins, weltergewicht (–75 kg) (m) | Brons    |

## Deelnemers en resultaten
(m) = mannen, (v) = vrouwen, (g) = gemengd 

### Atletiek
| Olympiër          | Onderdeel              | Resultaat   | Prestatie                    |
| ----------------- | ---------------------- | ----------- | ---------------------------- |
| Kim Kuk-young     | 100 m (m)              | kwartfinale | kwartfinale: 10.37 (7e)      |
| Shim Jung-sub     | marathon (m)           | 138e        | 2:42:42 (138e)               |
| Son Myeong-jun    | marathon (m)           | 131e        | 2:36:21 (131e)               |
| Byun Young-jun    | 20 km snelwandelen (m) | 61e         | 1:30:38 (61e)                |
| Choe Byeong-kwang | 20 km snelwandelen (m) | 57e         | 1:29:08 (57e)                |
| Kim Hyun-sub      | 20 km snelwandelen (m) | 17e         | 1:21:44 (17e)                |
| Kim Hyun-sub      | 50 km snelwandelen (m) | DNF         | DNF                          |
| Park Chil-sung    | 50 km snelwandelen (m) | DSQ         | DSQ                          |
| Kim Deok-hyeon    | verspringen (m)        | 14e         | kwalificaties: 7,82 m (14e)  |
| Kim Deok-hyeon    | hink-stap-springen (m) | 27e         | kwalificaties: 16,36 m (27e) |
| Woo Sang-hyeok    | hoogspringen (m)       | 22e         | kwalificaties: 2,26 m (22e)  |
| Yun Seung-hyun    | hoogspringen (m)       | 43e         | kwalificaties: 2,17 m (43e)  |
|                   |                        |             |                              |
| An Seul-ki        | Marathon (v)           | 42e         | 2:36:50 (42e)                |
| Lim Kyung-hee     | Marathon (v)           | 70e         | 2:43:31 (70e)                |
| Jeon Yeong-eun    | 20 km snelwandelen (v) | 39e         | 1:36:31 (39e)                |
| Lee Da-seul       | 20 km snelwandelen (v) | DSQ         | DSQ                          |
| Lee Jeong-eun     | 20 km snelwandelen (v) | DSQ         | DSQ                          |

### Badminton
| Olympiër                       | Onderdeel      | Resultaat      | Prestatie |
| ------------------------------ | -------------- | -------------- | --- |
| Lee Dong-keun                  | enkelspel (m)  | groepsfase     | groepsfase verloor van Viktor Axelsen (11–21, 13–21) verloor van Boonsak Ponsana (19–21, 21–17, 16–21) |
| Son Wan-ho                     | enkelspel (m)  | kwartfinale    | groepsfase won van Artem Potsjtarev (21–9, 21–15) won van Jacob Maliekal (21–10, 21–10) achtste finale won van Ng Ka Long (23–21, 21–17) kwartfinale verloor van Chen Long (11–21, 21–18, 11–21) |
| Kim Gi-jung Kim Sa-rang        | dubbelspel (m) | kwartfinale    | groepsfase wonnen van Boe – Mogensen (21–15, 21–18) wonnen van Cwalina – Wacha (21–14, 21–15) verloren van Ellis – Langridge (21–17, 23–25) kwartfinale verloren van Fu – Zhang (21–11, 18–21, 22–24) |
| Lee Yong-dae Yoo Yeon-seong    | dubbelspel (m) | kwartfinale    | groepsfase wonnen van Lee – Tsai (18–21, 21–13, 21–18) verloren van Ivanov – Sozonov (17–21, 21–19, 16–21) wonnen van Chau – Serasinghe (21–14, 21–16) kwartfinale verloren van Goh V – Tan (21–17, 18–21, 19–21)                                                                                               |
|                                |                |                | |
| Bae Yeon-ju                    | enkelspel (v)  | achtste finale | groepsfase won van Jeanine Cicognini (21–11, 21–8) won van Özge Bayrak (21–11, 21–7) achtste finale verloor van Nozomi Okuhara (6–21, 7–21) |
| Sung Ji-hyun                   | enkelspel (v)  | kwartfinale    | groepsfase won van Delphine Lansac (21–13, 21–14) won van Liang Xiaoyu (21–17, 21–11) achtste finale won van Linda Zechiri (21–15, 21–12) kwartfinale verloor van Carolina Marín (12–21, 16–21) |
| Chang Ye-na Lee So-hee         | dubbelspel (v) | kwartfinale    | groepsfase wonnen van Tang – Yu (21–18, 14–21, 21–11) wonnen van G Stoeva – S Stoeva (24–22, 21–15) wonnen van Goliszewski – Nelte (21–18, 18–21, 21–17) kwartfinale verloren van Juhl – Pedersen (26–28, 21–18, 15–21)                                                                                         |
| Jung Kyung-eun Shin Seung-chan | dubbelspel (v) | Brons          | groepsfase wonnen van Luo – Luo (21–10, 21–14) verloren van Juhl – Pedersen (16–21, 18–21) wonnen van Lee – Obanana (21–14, 21–12) kwartfinale wonnen van Muskens – Piek (21–13, 20–22, 21–14) halve finale verloren van Matsutomo – Takahashi (16–21, 15–21) bronzen finale wonnen van Tang – Yu (21–8, 21–17) |
|                                |                |                | |
| Ko Sung-hyun Kim Ha-na         | dubbelspel (g) | kwartfinale    | groepsfase wonnen van Chew – Subandhi (21–10, 21–12) wonnen van Arends – Piek (21–10, 21–10) wonnen van Kazuno – Kurihara (25–23, 21–17) kwartfinale verloren van Xu – Ma (17–21, 18–21) |

### Boogschieten
| Olympiër                              | Onderdeel       | Resultaat    | Prestatie |
| ------------------------------------- | --------------- | ------------ | --- |
| Kim Woo-jin                           | individueel (m) | tweede ronde | plaatsingsronde: 700 punten (1e, WR) eerste ronde won van Gavin Sutherland (6–0) tweede ronde verloor van Riau Ega Agatha (2–6) |
| Ku Bon-chan                           | individueel (m) | Goud         | plaatsingsronde: 681 punten (6e) eerste ronde won van Boris Baláž (6–0) tweede ronde won van Patrick Huston (6–0) derde ronde won van Florian Floto (6–4) kwartfinale won van Taylor Worth halve finale won van Brady Ellison (6–5) finale won van Jean-Charles Valladont (7–3)                  |
| Lee Seung-yun                         | individueel (m) | 5e           | plaatsingsronde: 676 punten (12e) eerste ronde won van Daniel Xavier (6–2) tweede ronde won van Miguel Alvariño (7–1) derde ronde won van Atanu Das (6–4) kwartfinale verloor van Sjef van den Berg (4–6)                                                                                        |
| Kim Woo-jin Ku Bon-chan Lee Seung-yun | team (m)        | Goud         | plaatsingsronde: 2057 punten (1e) kwartfinale wonnen van Nederland (6–0) halve finale wonnen van Australië (6–0) finale wonnen van de Verenigde Staten (6–0) |
|                                       |                 |              | |
| Chang Hye-jin                         | individueel (v) | Goud         | plaatsingsronde: 666 punten (2e) eerste ronde won van Lusitania Tatafu (6–0) tweede ronde won van Lidija Sitsjenikova (6–2) derde ronde won van Kang Un-ju (6–2) kwartfinale won van Naomi Folkard (7–1) halve finale won van Ki Bo-bae (7–3) finale won van Lisa Unruh (6–2)                    |
| Choi Mi-sun                           | individueel (v) | 5e           | plaatsingsronde: 669 punten (1e) eerste ronde won van Yessica Camilo (6–0) tweede ronde won van Le Chien-ying (6–2) derde ronde won van Inna Stepanova (7–3) kwartfinale verloor van Alejandra Valencia (0–6)                                                                                    |
| Ki Bo-bae                             | individueel (v) | Brons        | plaatsingsronde: 663 punten (3e) eerste ronde won van Shehzana Anwar (7–1) tweede ronde won van Veronika Martsjenko (6–2) derde ronde won van Htwe San Yu (6–0) kwartfinale won van Wu Jiaxin (6–2) halve finale verloor van Chang Hye-jin (3–7) bronzen finale won van Alejandra Valencia (4–6) |
| Chang Hye-jin Choi Mi-sun Ki Bo-bae   | team (v)        | Goud         | plaatsingsronde: 1998 punten (1e) kwartfinale wonnen van Japan (5–1) halve finale wonnen van Chinees Taipei (5–1) finale wonnen van Rusland (5–1) |

### Gewichtheffen
| Olympiër       | Onderdeel  | Resultaat | Prestatie                                                       |
| -------------- | ---------- | --------- | --------------------------------------------------------------- |
| Han Myeong-mok | –62 kg (m) | 9e        | trekken: 130 kg (6e) stoten: 150 kg (10e) totaal: 280 kg (9e)   |
| Won Jeong-sik  | –69 kg (m) | 9e        | trekken: 143 kg (9e) stoten: 177 kg (9e) totaal: 320 kg (9e)    |
| Yu Dong-ju     | –85 kg (m) | 14e       | trekken: 150 kg (12e) stoten: 190 kg (12e) totaal: 340 kg (14e) |
| Park Han-woong | –94 kg (m) | 10e       | trekken: 165 kg (10e) stoten: 202 kg (10e) totaal: 367 kg (10e) |
|                |            |           |                                                                 |
| Yoon Jin-hee   | –53 kg (v) | Brons     | trekken: 88 kg (5e) stoten: 111 kg (3e) totaal: 199 kg (3e)     |
| Lee Hui-sol    | +75 kg (v) | 5e        | trekken: 122 kg (4e) stoten: 153 kg (6e) totaal: 275 kg (5e)    |
| Son Young-hee  | +75 kg (v) | 6e        | trekken: 118 kg (8e) stoten: 155 kg (5e) totaal: 273 kg (6e)    |

### Gymnastiek

#### Ritmisch
| Olympiër     | Onderdeel   | Resultaat | Prestatie |
| ------------ | ----------- | --------- | --- |
| Son Yeon-jae | individueel | 4e        | kwalificaties hoepel: 17,466 bal: 18,266 knotsen: 18,358 lint: 17,866 totaal: 71,95 punten (5e) finale hoepel: 18,216 bal: 18,266 knotsen: 18,300 lint: 18,116 totaal: 72,898 (4e) |

#### Turnen
| Olympiër                                                           | Onderdeel                | Resultaat | Prestatie |
| ------------------------------------------------------------------ | ------------------------ | --------- | --- |
| Kim Han-sol Lee Sang-wook Park Min-soo Shin Dong-hyen Yoo Won-chul | meerkamp team (m)        | 11e       | kwalificaties vloer: 42,565 paard voltige: 41,408 ringen: 42,633 sprong: 43,466 brug: 44,107 rekstok: 43,466 totaal: 247,645 punten (11e) |
|                                                                    |                          |           | |
| Lee Eun-ju                                                         | meerkamp individueel (v) | 53e       | kwalificaties sprong: 12,800 brug ongelijk: 13,500 balk: 12,533 vloer: 12,566 totaal: 51,399 punten (53e)                                 |

### Handbal
| Olympiër | Onderdeel | Resultaat  | Prestatie |
| --- | --------- | ---------- | --------- |
| Oh Yong-ran Jung Yu-ra Ryu Eun-hee Park Mi-ra Yoo Hyun-ji Kim Jin-yi Choi Su-min Sim Hae-in Lee Eun-bi Woo Sun-hee Kim On-a Gwon Han-na Nam Yeong-sin Yu So-jeong | vrouwen   | groepsfase | vijfde    |

| № | Land       | Wedstrijden | Wedstrijden | Wedstrijden | Wedstrijden | Doelpunten | Doelpunten | Doelpunten | Punten |
| - | ---------- | ----------- | ----------- | ----------- | ----------- | ---------- | ---------- | ---------- | ------ |
| № | Land       | G           | W           | G           | V           | V          | T          | Saldo      | Punten |
| 1 | Rusland    | 5           | 5           | 0           | 0           | 165        | 147        | +18        | 10     |
| 2 | Frankrijk  | 5           | 4           | 0           | 1           | 118        | 93         | +25        | 8      |
| 3 | Zweden     | 5           | 2           | 1           | 2           | 150        | 141        | +9         | 5      |
| 4 | Nederland  | 5           | 1           | 2           | 2           | 135        | 135        | 0          | 4      |
| 5 | Zuid-Korea | 5           | 1           | 1           | 3           | 130        | 136        | −6         | 3      |
| 6 | Argentinië | 5           | 0           | 0           | 5           | 101        | 147        | −46        | 0      |

| Ronde       | Datum | Lokale tijd | MEZT           | Plaats     | Land  | Score      | Land |
| ----------- | ----- | ----------- | -------------- | ---------- | ----- | ---------- | ---- |
| Groepsfase  |       |             |                |            |       |            |      |
| 6 augustus  | 14:40 | 19:40       | Rio de Janeiro | Rusland    | 30−25 | Zuid-Korea |      |
| 8 augustus  | 09:30 | 14:30       | Rio de Janeiro | Zuid-Korea | 28−31 | Zweden     |      |
| 10 augustus | 19:50 | 00:50       | Rio de Janeiro | Nederland  | 32−32 | Zuid-Korea |      |
| 12 augustus | 21:50 | 02:50       | Rio de Janeiro | Zuid-Korea | 17−21 | Frankrijk  |      |
| 14 augustus | 21:50 | 01:50       | Rio de Janeiro | Argentinië | 22−28 | Zuid-Korea |      |

### Hockey
| Olympiër | Onderdeel | Resultaat  | Prestatie |
| --- | --------- | ---------- | --------- |
| Jang Soo-ji Seo Jung-eun Park Seung-a An Hyo-ju Han Hye-lyoung Park Mi-hyun Kim Jong-eun Cheon Eun-bi Hong Yoo-jin Cho Hye-jin Kim Bo-mi Kim Hyun-ji Jang Hee-sun Lee Young-sil Park Ki-ju Baek Ee-seul | vrouwen   | groepsfase | zesde     |

| Nr. | Land          | Wedstrijden | Wedstrijden | Wedstrijden | Wedstrijden | Doelpunten | Doelpunten | Doelpunten | Punten |
| Nr. | Land          | G           | W           | G           | V           | V          | T          | Saldo      | Punten |
| --- | ------------- | ----------- | ----------- | ----------- | ----------- | ---------- | ---------- | ---------- | ------ |
| 1   | Nederland     | 5           | 4           | 1           | 0           | 13         | 1          | +12        | 13     |
| 2   | Nieuw-Zeeland | 5           | 3           | 1           | 1           | 11         | 5          | +6         | 10     |
| 3   | Duitsland     | 5           | 2           | 1           | 2           | 6          | 6          | 0          | 7      |
| 4   | Spanje        | 5           | 2           | 0           | 3           | 6          | 12         | –6         | 6      |
| 5   | China         | 5           | 1           | 2           | 2           | 3          | 5          | –2         | 5      |
| 6   | Zuid-Korea    | 5           | 0           | 1           | 4           | 3          | 13         | –10        | 1      |

| Ronde       | Datum | Lokale tijd | MEZT           | Plaats        | Land | Score      | Land |
| ----------- | ----- | ----------- | -------------- | ------------- | ---- | ---------- | ---- |
| Groepsfase  |       |             |                |               |      |            |      |
| 7 augustus  | 10:00 | 15:00       | Rio de Janeiro | Nieuw-Zeeland | 4–1  | Zuid-Korea |      |
| 8 augustus  | 17:00 | 22:00       | Rio de Janeiro | Nieuw-Zeeland | 4–0  | Zuid-Korea |      |
| 10 augustus | 12:30 | 17:30       | Rio de Janeiro | Duitsland     | 2–0  | Zuid-Korea |      |
| 12 augustus | 10:00 | 15:00       | Rio de Janeiro | Zuid-Korea    | 0–0  | China      |      |
| 13 augustus | 17:00 | 22:00       | Rio de Janeiro | Zuid-Korea    | 2–3  | Spanje     |      |

### Judo
| Olympiër        | Onderdeel   | Resultaat      | Prestatie |
| --------------- | ----------- | -------------- | --- |
| Kim Won-jin     | –60 kg (m)  | kwartfinale    | tweede ronde won van Elios Manzi: yuko derde ronde won van Tsogtbaataryn Tsend-Ochir: waza-ari kwartfinale verloor van Beslan Moedranov: ippon herkansing verloor van Naohisa Takato: yuko                                        |
| An Ba-ul        | –66 kg (m)  | Zilver         | tweede ronde won van Zhansay Smagulov: ippon derde ronde won van Kilian Le Blouch: ippon kwartfinale won van Rishod Sobirov: waza-ari halve finale won van Masashi Ebinuma: yuko finale verloor van Fabio Basile: ippon           |
| An Chang-rim    | –73 kg (m)  | derde ronde    | tweede ronde won van Mohamad Kasem: ippon derde ronde verloor van Dirk van Tichelt: waza-ari |
| Lee Seung-soo   | –81 kg (m)  | derde ronde    | tweede ronde won van Eoin Coughlan: ippon derde ronde verloor van Ivaylo Ivanov: waza-ari |
| Gwak Dong-han   | –90 kg (m)  | Brons          | tweede ronde won van Thomas Briceño: ippon derde ronde won van Popole Misenga: ippon kwartfinale won van Mammadali Mehdiyev: ippon halve finale verloor van Varlam Liparteliani: ippon bronzen finale won van Marcus Nyman: ippon |
| Cho Gu-ham      | –100 kg (m) | derde ronde    | tweede ronde won van Martin Pacek: shido derde ronde verloor van Artem Blosjenko: ippon |
| Kim Sung-min    | +100 kg (m) | derde ronde    | tweede ronde won van Freddy Figueroa: ippon derde ronde verloor van Roy Meyer: ippon |
|                 |             |                | |
| Jeong Bo-kyeong | –48 kg (v)  | Zilver         | tweede ronde won van Văn Ngọc Tú: ippon kwartfinale won van Mönkhbatyn Urantsetseg: ippon halve finale won van Dayaris Mestre: ippon finale verloor van Paula Pareto: waza-ari                                                    |
| Kim Jan-di      | –57 kg (v)  | tweede ronde   | tweede ronde verloor van Rafaela Silva: waza-ari |
| Bak Ji-yun      | –63 kg (v)  | eerste ronde   | eerste ronde verloor van Alice Schlesinger: ippon |
| Kim Seong-yeon  | –70 kg (v)  | tweede ronde   | tweede ronde verloor van Linda Bolder: waza-ari |
| Kim Min-jung    | +78 kg (v)  | bronzen finale | tweede ronde won van Maria Suellen Altheman: yuko kwartfinale verloor van Idalys Ortiz: ippon herkansing won van Tessie Savelkouls: ippon bronzen finale verloor van Yu Song: ippon                                               |

### Kanovaren
| Olympiër                   | Onderdeel     | Resultaat | Prestatie                                                           |
| -------------------------- | ------------- | --------- | ------------------------------------------------------------------- |
| Cho Kwang-hee              | K-1 200 m (m) | 12e       | series: 35.402 (5e halve finale: 35.869 (8e) B-finale: 37.265 (4e)  |
| Cho Kwang-hee Choi Min-kyu | K-2 200 m (m) | 9e        | series: 33.825 (6e) halve finale: 33.767 (4e) B-finale: 33.812 (1e) |

### Moderne vijfkamp
| Olympiër      | Onderdeel | Resultaat | Prestatie |
| ------------- | --------- | --------- | --- |
| Jun Woong-tae | mannen    | 19e       | zwemmen: 2:00.88 (8e, 338 punten) schermen: 13 W, 22 V (32e, 178 punten) paardrijden: 28 strafpunten (25e, 272 punten) gecombineerd: 11:02.50 (1e, 638 punten) totaal: 1426 punten (19e)  |
| Jung Jin-hwa  | mannen    | 13e       | zwemmen: 2:00.82 (6e, 338 punten) schermen: 17 W, 18 V (23e, 203 punten) paardrijden: 17 strafpunten (17e, 283 punten) gecombineerd: 11:21.80 (12e, 619 punten) totaal: 1443 punten (13e) |
|               |           |           | |
| Kim Sun-woo   | vrouwen   | 14e       | zwemmen: 2:16.06 (14e, 292 punten) schermen: 16 W, 19 V (22e, 197 punten) paardrijden: 0 strafpunten (2e, 300 punten) gecombineerd: 13:04.28 (20e, 516 punten) totaal: 1305 punten (14e)  |

### Paardensport
| Olympiër      | Onderdeel              | Resultaat  | Prestatie                       |
| ------------- | ---------------------- | ---------- | ------------------------------- |
| Kim Dong-seon | dressuur (individueel) | Grand Prix | Grand Prix: 68,657 punten (43e) |

### Roeien
| Olympiër      | Onderdeel | Resultaat | Prestatie |
| ------------- | --------- | --------- | --- |
| Kim Dong-yong | skiff (m) | 17e       | series: 7:20.85 (4e) herkansing: 7:12.96 (1e) kwartfinale: 7:05.69 (5e) halve finale C/D: 7:20.10 (3e) C-finale: 6:59.72 (5e) |
|               |           |           | |
| Kim Ye-ji     | skiff (v) | 18e       | series: 8:24.79 (4e) herkansing: 7:59.59 (1e) kwartfinale: 7:51.80 (5e) halve finale C/D: 8:12.58 (3e) C-finale: 7:52.68 (6e) |

### Schermen
| Olympiër                                                    | Onderdeel      | Resultaat    | Prestatie |
| ----------------------------------------------------------- | -------------- | ------------ | --- |
| Jung Jin-sun                                                | degen (m)      | tweede ronde | eerste ronde won van Silvio Fernández (15–8) tweede ronde verloor van Enrico Garozzo (11–15) |
| Park Kyoung-doo                                             | degen (m)      | tweede ronde | tweede ronde verloor van Nikolai Novosjolov (10–12) |
| Park Sang-young                                             | degen (m)      | Goud         | tweede ronde won van Pavel Soechov (15–11) derde ronde won van Enrico Garozzo (15–12) kwartfinale won van Max Heinzer (15–4) halve finale won van Benjamin Steffen (15–9) finale won van Géza Imre (15–14)                         |
| Jung Jin-sun Jung Seung-hwa Park Kyoung-doo Park Sang-young | degen team (m) | 5e           | kwartfinale verloren van Hongarije (42–45) plaatsen 5–8 wonnen van Venezuela (45–40) plaatsen 5–6 wonnen van Zwitserland (45–36)                                                                                                   |
| Heo Jun                                                     | floret (m)     | tweede ronde | tweede ronde verloor van Cheung Ka Long (8–15) |
| Gu Bon-gil VO                                               | sabel (m)      | tweede ronde | eerste ronde won van Mohamed Amar (15–9) tweede ronde verloor van Mojtaba Abedini (12–15) |
| Kim Jung-hwan                                               | sabel (m)      | Brons        | eerste ronde won van Yoandry Iriarte (15–7) tweede ronde won van Sandro Bazadze (15–14) kwartfinale won van Nikolaj Kovaljov (15–10) halve finale verloor van Áron Szilágyi (12–15) bronzen finale won van Mojtaba Abedini (15–12) |
|                                                             |                |              | |
| Choi In-jeong                                               | degen (v)      | kwartfinale  | tweede ronde won van Violetta Kolobova (15–12) derde ronde won van Ana Maria Brânză (15–8) kwartfinale verloor van Rossella Fiamingo (8–15)                                                                                        |
| Kang Young-mi                                               | degen (v)      | derde ronde  | tweede ronde won van Sun Yujie (15–10) derde ronde verloor van Emese Szász (11–15) |
| Shin A-lam                                                  | degen (v)      | tweede ronde | tweede ronde verloor van Olena Kryvytska (14–15) |
| Choi Eun-sook Choi In-jeong Kang Young-mi Shin A-lam        | degen team (v) | 6e           | kwartfinale verloren van Estland (26–27) plaatsen 5–8 wonnen van Oekraïne (45–34) plaatsen 5–6 verloren van de Verenigde Staten (15–22)                                                                                            |
| Jeon Hee-sook                                               | floret (v)     | derde ronde  | tweede ronde won van Isis Giménez (10–8) derde ronde verloor van Ajda Sjanajeva (11–15) |
| Nam Hyun-hee                                                | floret (v)     | tweede ronde | tweede ronde verloor van Shiho Nishioka (12–15) |
| Hwang Seon-ah                                               | sabel (v)      | tweede ronde | tweede ronde verloor van Manon Brunet (11–15) |
| Kim Ji-yeon                                                 | sabel (v)      | derde ronde  | tweede ronde won van Nguyễn Thị Lệ Dung (15–3) derde ronde verloor van Loreta Gulotta (13–15) |
| Seo Ji-yeon                                                 | sabel (v)      | tweede ronde | tweede ronde verloor van Jekaterina Djatsjenko (12–15) |
| Hwang Seon-ah Kim Ji-yeon Seo Ji-yeon Yoon Ji-su            | sabel team (v) | 5e           | kwartfinale verloren van Oekraïne (40–45) plaatsen 5–8 wonnen van Frankrijk (45–40) plaatsen 5–6 wonnen van Polen (45–41) |

### Schietsport
| Olympiër        | Onderdeel                      | Resultaat | Prestatie                                                    |
| --------------- | ------------------------------ | --------- | ------------------------------------------------------------ |
| Jung Ji-geun    | 10 m luchtgeweer (m)           | 43e       | kwalificaties: 616,7 punten (43e)                            |
| Kim Hyeon-jun   | 10 m luchtgeweer (m)           | 11e       | kwalificaties: 624,4 puntne (11e)                            |
| Kim Hyeon-jun   | 50 m geweer drie houdingen (m) | 32e       | kwalificaties: 1165 punten (32e)                             |
| Kim Jong-hyun   | 50 m geweer drie houdingen (m) | 16e       | kwalificaties: 1170 punten (16e)                             |
| Kim Jong-hyun   | 50 m geweer liggend (m)        | Zilver    | kwalificaties: 628,1 punten (3e) finale: 208,2 punten (2e)   |
| Kwon Jun-cheol  | 50 m geweer liggend (m)        | 11e       | kwalificaties: 623,2 punten (11e)                            |
| Han Seung-woo   | 50 m pistool (m)               | 4e        | kwalificaties: 562 punten (3e) finale: 151,0 punten (4e)     |
| Jin Jong-oh     | 50 m pistool (m)               | Goud      | kwalificaties: 567 punten (1e) finale: 193,7 punten (1e, OR) |
| Kang Min-su     | 25 m snelvuurpistool (m)       | 21e       | kwalificaties: 564 punten (21e)                              |
| Kim Jun-hong    | 25 m snelvuurpistool (m)       | 8e        | kwalificaties: 581 punten (8e)                               |
| Jin Jong-oh     | 10 m luchtpistool (m)          | 5e        | kwalificaties: 584 punten (2e) finale: 139,8 punten (5e)     |
| Lee Dae-myung   | 10 m luchtpistool (m)          | 19e       | kwalificaties: 577 punten (19e)                              |
|                 |                                |           |                                                              |
| Kim Eun-hye     | 10 m luchtgeweer (v)           | 36e       | kwalificaties: 410,8 punten (36e)                            |
| Park Hae-mi     | 10 m luchtgeweer (v)           | 19e       | kwalificaties: 414,4 punten (19e)                            |
| Jang Geum-young | 50 m geweer drie houdingen (v) | 35e       | kwalificaties: 568 punten (35e)                              |
| Lee Kye-rim     | 50 m geweer drie houdingen (v) | 32e       | kwalificaties: 570 punten (32e)                              |
| Hwang Seong-eun | 25 m pistool (v)               | 18e       | kwalificaties: 577 punten (18e)                              |
| Kim Jang-mi     | 25 m pistool (v)               | 9e        | kwalificaties: 582 punten (9e)                               |
| Kim Min-jung    | 10 m luchtpistool (v)          | 18e       | kwalificaties: 380 punten (18e)                              |
| Kwak Jung-hye   | 10 m luchtpistool (v)          | 15e       | kwalificaties: 380 punten (15e)                              |

### Schoonspringen
| Olympiër   | Onderdeel      | Resultaat | Prestatie                                                                                    |
| ---------- | -------------- | --------- | -------------------------------------------------------------------------------------------- |
| Woo Ha-ram | 3 m plank (m)  | 24e       | voorronde: 364,10 punten (24e)                                                               |
| Woo Ha-ram | 10 m toren (m) | 11e       | voorronde: 438,45 punten (11e) halve finale: 453,85 punten (12e) finale: 414,55 punten (11e) |

### Taekwondo
| Olympiër     | Onderdeel  | Resultaat | Prestatie |
| ------------ | ---------- | --------- | --- |
| Kim Tae-hun  | –58 kg (m) | Brons     | eerste ronde verloor van Tawin Hanprab (10–12) herkansing won van Safwan Khalil (4–1) bronzen finale won van Carlos Navarro (7–5)                                                  |
| Lee Dae-hoon | –68 kg (m) | Brons     | eerste ronde won van David Boui (6–0) kwartfinale verloor van Ahmad Abughaush (8–11) herkansing won van Ghofran Zaki (14–6) bronzen finale won van Jaouad Achab (11–7)             |
| Cha Dong-min | +80 kg (m) | Brons     | eerste ronde won van Arman-Marshall Silla (DSQ) kwartfinale verloor van Radik Isayev (8–12) herkansing won van Ruslan Zhaparov (5–2) bronzen finale won van Dmitriy Shokin (4–3SD) |
|              |            |           | |
| Kim So-hui   | –49 kg (v) | Goud      | eerste ronde won van Julissa Diez (10–2) kwartfinale won van Panipak Wongpattanakit (6–5) halve finale won van Yasmina Aziez (1–0SD) finale won van Tijana Bogdanović (7–6)        |
| Oh Hye-ri    | –67 kg (v) | Goud      | eerste ronde won van Melissa Pagnotta (9–3) kwartfinale won van Chuang Chia-chia (21–9) halve finale won van Farida Azizova (6–5) finale won van Haby Niaré (13–12)                |

### Tafeltennis
| Olympiër                                 | Onderdeel     | Resultaat      | Prestatie |
| ---------------------------------------- | ------------- | -------------- | --- |
| Jeong Young-sik                          | enkelspel (m) | vierde ronde   | derde ronde won van Liam Pitchford (4–1) vierde ronde verloor van Ma Long (2–4)                                                                              |
| Lee Sang-su                              | enkelspel (m) | derde ronde    | derde ronde verloor van Adrian Crișan (3–4) |
| Joo Sae-hyuk Jeong Young-sik Lee Sang-su | team (m)      | bronzen finale | eerste ronde wonnen van Brazilië (3–0) kwartfinale wonnen van Zweden (3–1) halve finale verloren van China (0–3) bronzen finale verloren van Duitsland (1–3) |
|                                          |               |                | |
| Jeon Ji-hee                              | enkelspel (v) | vierde ronde   | derde ronde won van Matilda Ekholm (4–1) vierde ronde verloor van Yu Mengyu (1–4)                                                                            |
| Seo Hyo-won                              | enkelspel (v) | vierde ronde   | derde ronde won van Lily Zhang (4–1) vierde ronde verloor van Cheng I-ching (3–4)                                                                            |
| Jeon Ji-hee Seo hyo-won Yang Ha-eun      | team (v)      | kwartfinale    | eerste ronde wonnen van Roemenië (3–2) kwartfinale verloren van Singapore (2–3)                                                                              |

### Voetbal
| Olympiër | Onderdeel | Resultaat   | Prestatie     |
| --- | --------- | ----------- | ------------- |
| Kim Dong-jun Gu Sung-yun Sim Sang-min Choi Kyu-baek Jeong Seung-hyun Jang Hyun-soo DA Lee Seul-chan Park Dong-jin Park Yong-woo Lee Chan-dong Lee Chang-min Moon Chang-jin Ryu Seung-woo Son Heung-min D Suk Hyun-jun D Hwang Hee-chan Kwon Chang-hoon Kim Min-tae | mannen    | kwartfinale | zie hieronder |

| Groep C |            |             |             |             |             |            |            |            |        |
| #       | Land       | Wedstrijden | Wedstrijden | Wedstrijden | Wedstrijden | Doelpunten | Doelpunten | Doelpunten | Punten |
| #       | Land       | G           | W           | G           | V           | V          | T          | Saldo      | Punten |
| 1       | Zuid-Korea | 3           | 2           | 1           | 0           | 12         | 3          | +9         | 7      |
| 2       | Duitsland  | 3           | 1           | 2           | 0           | 15         | 5          | +10        | 5      |
| 3       | Mexico     | 3           | 1           | 1           | 1           | 7          | 4          | +3         | 4      |
| 4       | Fiji       | 3           | 0           | 0           | 3           | 1          | 23         | −22        | 0      |

| Ronde       | Datum       | Lokale tijd | MEZT     | Plaats     | Land       | Score      | Land     |
| ----------- | ----------- | ----------- | -------- | ---------- | ---------- | ---------- | -------- |
| Groepsfase  |             |             |          |            |            |            |          |
| 4 augustus  | 20:00       | 01:00       | Salvador | Fiji       | 0−8        | Zuid-Korea |          |
| 7 augustus  | 16:00       | 21:00       | Salvador | Duitsland  | 3−3        | Zuid-Korea |          |
| 10 augustus | 16:00       | 21:00       | Brasilia | Zuid-Korea | 1−0        | Mexico     |          |
| Kwartfinale | 13 augustus | 19:00       | 00:00    | Brasilia   | Zuid-Korea | 0−1        | Honduras |

### Volleybal
| Olympiër | Onderdeel | Resultaat  | Prestatie |
| --- | --------- | ---------- | --------- |
| Lee Hyo-hee Kim Hee-jin Kim Hae-ran L Hwang Youn-joo Lee Jae-yeong Nam Jie-youn Kim Yeon-koung A Kim Su-ji Park Jeong-ah Yang Hyo-jin Bae Yoo-na Yeum Hye-seon | zaal (v)  | groepsfase | derde     |

| # | Ploeg      | Punten | Wedstrijden | Wedstrijden | Wedstrijden | Spelpunten | Spelpunten | Spelpunten | Sets | Sets | Sets  |
| # | Ploeg      | Punten | G           | W           | V           | W          | V          | Ratio      | W    | V    | Ratio |
| - | ---------- | ------ | ----------- | ----------- | ----------- | ---------- | ---------- | ---------- | ---- | ---- | ----- |
| 1 | Brazilië   | 15     | 5           | 5           | 0           | 377        | 272        | 1,386      | 15   | 0    | —     |
| 2 | Rusland    | 12     | 5           | 4           | 1           | 393        | 323        | 1,216      | 12   | 4    | 3,000 |
| 3 | Zuid-Korea | 9      | 4           | 3           | 2           | 384        | 372        | 1,032      | 10   | 7    | 1,428 |
| 4 | Japan      | 6      | 5           | 2           | 3           | 347        | 364        | 0,953      | 7    | 9    | 0,777 |
| 5 | Argentinië | 2      | 5           | 1           | 4           | 319        | 407        | 0,783      | 3    | 14   | 0,214 |
| 6 | Kameroen   | 1      | 5           | 0           | 5           | 328        | 410        | 0,800      | 2    | 15   | 0,133 |

| Ronde       | Datum       | Lokale tijd | MEZT           | Plaats     | Land       | Score      | Land      |
| ----------- | ----------- | ----------- | -------------- | ---------- | ---------- | ---------- | --------- |
| Groepsfase  |             |             |                |            |            |            |           |
| 6 augustus  | 09:30       | 14:30       | Rio de Janeiro | Japan      | 1–3        | Zuid-Korea |           |
| 8 augustus  | 20:30       | 01:30       | Rio de Janeiro | Rusland    | 3–1        | Zuid-Korea |           |
| 10 augustus | 20:30       | 01:30       | Rio de Janeiro | Zuid-Korea | 3–0        | Argentinië |           |
| 12 augustus | 22:30       | 02:30       | Rio de Janeiro | Brazilië   | 3–0        | Zuid-Korea |           |
| 14 augustus | 11:35       | 16:35       | Rio de Janeiro | Zuid-Korea | 3–0        | Kameroen   |           |
| Kwartfinale | 16 augustus | 10:00       | Rio de Janeiro | 15:00      | Zuid-Korea | 1–3        | Nederland |

### Wielersport

#### Baan
| Olympiër                              | Onderdeel      | Resultaat    | Prestatie |
| ------------------------------------- | -------------- | ------------ | --- |
| Im Chae-bin                           | keirin (m)     | eerste ronde | eerste ronde verloor van Michaël D'Almeida (+0.859, 6e) herkansing verloor van Krzysztof Maksel (+0.047, 2e)                                                 |
| Kang Dong-jin                         | keirin (m)     | eerste ronde | eerste ronde verloor van Damian Zieliński (+0.063, 3e) herkansing verloor van Krzysztof Maksel (+0.123, 3e)                                                  |
| Kang Dong-jin                         | sprint (m)     | 20e          | kwalificatieronde: 10.092 (20e) |
| Park Sang-hoon                        | omnium (m)     | DNF          | DNF |
| Im Chae-bin Kang Dong-jin Son Je-yong | teamsprint (m) | 9e           | kwalificatieronde: REL (9e) |
|                                       |                |              | |
| Lee Hye-Jin                           | keirin (v)     | 8e           | eerste ronde werd tweede achter Becky James (+0.017) tweede ronde verloor van Kristina Vogel (+1.046, 4e) plaatsen 7–12 verloor van Lee Wai Sze (+0.059, 2e) |

#### Weg
| Olympiër      | Onderdeel        | Resultaat | Prestatie     |
| ------------- | ---------------- | --------- | ------------- |
| Kim Ok-cheol  | wegwedstrijd (m) | DNF       | DNF           |
| Seo Joon-yong | wegwedstrijd (m) | DNF       | DNF           |
|               |                  |           |               |
| Na Ah-reum    | wegwedstrijd (v) | 30e       | 3:58:03 (30e) |

### Worstelen

#### Vrije stijl
| Olympiër    | Onderdeel  | Resultaat    | Prestatie                                     |
| ----------- | ---------- | ------------ | --------------------------------------------- |
| Yun Jun-sik | –57 kg (m) | eerste ronde | eerste ronde verloor van Haji Aliyev (1–4)    |
| Kim Gwan-uk | –86 kg (m) | eerste ronde | eerste ronde verloor van Reineris Salas (0–5) |

#### Grieks-Romeins
| Olympiër         | Onderdeel  | Resultaat      | Prestatie |
| ---------------- | ---------- | -------------- | --- |
| Kim Seung-hak    | –59 kg (m) | voorronde      | voorronde verloor van Stig André Berge (0–3) |
| Ryu Han-su       | –66 kg (m) | bronzen finale | eerste ronde won van Tamás Lőrincz (3–0) kwartfinale verloor van Migran Arutyunyan (1–3) herkansing won van Adham Ahmed Saleh (3–0) bronzen finale verloor van Rasul Chunayev (0–4) |
| Kim Hyeon-woo VS | –75 kg (m) | Brons          | eerste ronde verloor van Roman Vlasov (1–3) herkansing won van Yang Bin (3–1) bronzen finale won van Božo Starčević (3–1)                                                           |

### Zeilen
| Olympiër                 | Onderdeel | Resultaat | Prestatie                |
| ------------------------ | --------- | --------- | ------------------------ |
| Lee Tae-hoon             | RS:X (m)  | 18e       | totaal: 165 punten (18e) |
| Ha Jee-min               | Laser (m) | 13e       | totaal: 109 punten (13e) |
| Kim Chang-ju Kim Ji-hoon | 470 (m)   | 19e       | totaal: 146 punten (19e) |

### Zwemmen
| Olympiër       | Onderdeel             | Resultaat | Prestatie                                         |
| -------------- | --------------------- | --------- | ------------------------------------------------- |
| Park Tae-hwan  | 100 m vrije slag (m)  | 32e       | series: 49.24 (32e)                               |
| Park Tae-hwan  | 200 m vrije slag (m)  | 29e       | series: 1:48.06 (29e)                             |
| Park Tae-hwan  | 400 m vrije slag (m)  | 10e       | series: 3:45.63 (10e)                             |
| Park Tae-hwan  | 1500 m vrije slag (m) | DNS       | DNS                                               |
| Won Young-jun  | 100 m rugslag (m)     | 30e       | series: 55.05 (30e)                               |
| Choi Kyu-woong | 200 m schoolslag (m)  | 24e       | series: 2:13.36 (24e)                             |
|                |                       |           |                                                   |
| Back Su-yeon   | 200 m schoolslag (v)  | 29e       | series: 2:32.79 (29e)                             |
| An Se-hyeon    | 100 m vlinderslag (v) | 9e        | series: 57.80 (10e) halve finale: 57.95 (9e)      |
| An Se-hyeon    | 200 m vlinderslag (v) | 13e       | series: 2:08.42 (13e) halve finale: 2:08.69 (13e) |
| Park Jin-young | 200 m vlinderslag (v) | 21e       | series: 2:09.99 (21e)                             |
| Kim Seo-yeong  | 200 m wisselslag (v)  | 12e       | series: 2:11.75 (10e) halve finale: 2:12.15 (12e) |
| Nam Yoo-sun    | 200 m wisselslag (v)  | 32e       | series: 2:16.11 (32e)                             |

Afghanistan · Albanië · Algerije · Amerikaanse Maagdeneilanden · Amerikaans-Samoa · Andorra · Angola · Antigua en Barbuda · Argentinië · Armenië · Aruba · Australië · Azerbeidzjan · Bahama's · Bahrein · Bangladesh · Barbados · België · Belize · Benin · Bermuda · Bhutan · Bolivia · Bosnië en Herzegovina · Botswana · Brazilië · Britse Maagdeneilanden · Brunei · Bulgarije · Burkina Faso · Burundi · Cambodja · Canada · Centraal-Afrikaanse Republiek · Chili · China · Chinees Taipei · Colombia · Comoren · Congo-Brazzaville · Congo-Kinshasa · Cookeilanden · Costa Rica · Cuba · Cyprus · Denemarken · Djibouti · Dominica · Dominicaanse Republiek · Duitsland · Ecuador · Egypte · El Salvador · Equatoriaal-Guinea · Eritrea · Estland · Ethiopië · Fiji · Filipijnen · Finland · Frankrijk · Gabon · Gambia · Georgië · Ghana · Grenada · Griekenland · Groot-Brittannië · Guam · Guatemala · Guinee · Guinee‑Bissau · Guyana · Haïti · Honduras · Hongarije · Hongkong · Ierland · IJsland · India · Indonesië · Irak · Iran · Israël · Italië · Ivoorkust · Jamaica · Japan · Jemen · Jordanië · Kaaimaneilanden · Kaapverdië · Kameroen · Kazachstan · Kenia · Kirgizië · Kiribati · Kosovo · Kroatië · Laos · Lesotho · Letland · Libanon · Liberia · Libië · Liechtenstein · Litouwen · Luxemburg · Macedonië · Madagaskar · Malawi · Malediven · Maleisië · Mali · Malta · Marshalleilanden · Marokko · Mauritanië · Mauritius · Mexico · Micronesië · Moldavië · Monaco · Mongolië · Montenegro · Mozambique · Myanmar · Namibië · Nauru · Nederland · Nepal · Nicaragua · Nieuw-Zeeland · Niger · Nigeria · Noord-Korea · Noorwegen · Oeganda · Oekraïne · Oezbekistan · Oman · Oostenrijk · Oost-Timor · Pakistan · Palau · Palestina · Panama · Papoea-Nieuw-Guinea · Paraguay · Peru · Polen · Portugal · Puerto Rico · Qatar · Roemenië · Rusland · Rwanda · Saint Kitts en Nevis · Saint Lucia · Saint Vincent en Grenadines · Salomonseilanden · Samoa · San Marino · Sao Tomé en Principe · Saoedi-Arabië · Senegal · Servië · Seychellen · Sierra Leone · Singapore · Slovenië · Slowakije · Soedan · Somalië · Spanje · Sri Lanka · Suriname · Swaziland · Syrië · Tadzjikistan · Tanzania · Thailand · Togo · Tonga · Trinidad en Tobago · Tsjaad · Tsjechië · Tunesië · Turkije · Turkmenistan · Tuvalu · Uruguay · Vanuatu · Venezuela · Verenigde Arabische Emiraten · Verenigde Staten · Vietnam · Wit-Rusland · Zambia · Zimbabwe · Zuid-Afrika · Zuid-Korea · Zuid-Soedan · Zweden · Zwitserland
Individuele Olympische Atleten · Olympisch vluchtelingenteam